# Jorge Martillo
Jorge Martillo Monserrate (Guayaquil, 2 de mayo de 1957) es un poeta y cronista ecuatoriano. En 2024, recibió por parte del presidente Daniel Noboa el Premio Eugenio Espejo, máximo galardón cultural ecuatoriano, por sus aportaciones a las artes literarias.

## Biografía

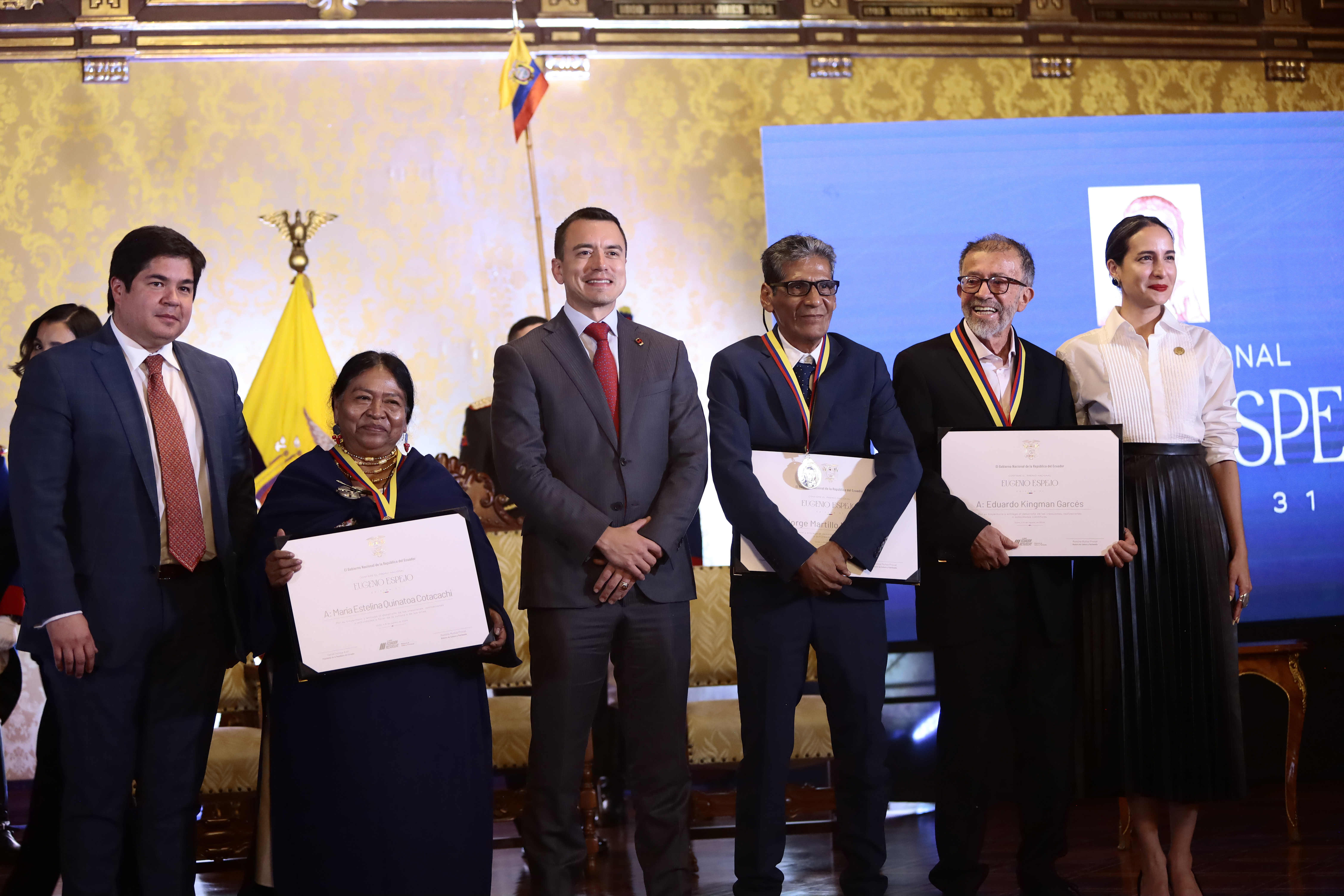
Jorge Martillo durante la entrega del Premio Eugenio Espejo, en 2024.

Nació en Guayaquil el 2 de mayo de 1957, hijo de Jorge Martillo Vinueza, operador de proyectores de cine, y de Jacinta Monserrate Saldaña. Su obra literaria incluye crónicas, ensayos, cuentos y poesía.
Desde 1975 ha trabajado en medios de comunicación, como los diarios Expreso y El Universo y las revistas Diners y Elite, donde trabajó como cronista de hechos cotidianos. En una entrevista con uno de estos medios, se consideró "ser una especie de cámara fotográfica que imprime todas las visiones que pasan desapercibidas por comunes y propias". Sus trabajos son postales costumbristas en las que usa guayaquileñismos. Previo a estos empleos, se desempeñaba como docente de un colegio fiscal en Guayaquil.
Ha ganado premios en el Concurso de Poesía Medardo Ángel Silva de Guayaquil (1979-1984), Concurso de Cuento Revista Ariel Internacional (1982), Concurso de Poesía del Festival de las Flores y de las Frutas de Ambato (1986), Premio Aurelio Espinosa Pólit (1991), tercer lugar en el Concurso Nacional de Poesía Ismael Pérez Pazmiño (1996), entre otros.
En 2013 lanzó su libro de crónicas irrelevantes Guayaquil de mis desvaríos, donde da importancia a cosas mínimas cotidianas, como todo lo que sucede mientras el semáforo está en luz roja y los carros se detienen, los vendedores deambulan, los mendigos piden caridad, etc.
En 2017, Martillo publicó un libro recogiendo cincuenta historias de varios artistas y personalidades que han dejado huella en Guayaquil.

## Obras
Poesía
- Aviso a los navegantes (1987)
- Fragmentarium (1991)
- Confesiorarium (1996)
- Vida póstuma (1997)[10]

Crónicas
- Viajando por pueblos costeños (1991)
- La bohemia en Guayaquil y otras historias crónicas (1999)
- Guayaquil de mis desvaríos (2013)[6][5]
- El carnaval de la vida de Julio Jaramillo (2019)[11]

Antologías
- Palabras y contrastes: antología de la nueva poesía ecuatoriana (1984)
- La palabra perdurable (1991)